# Софийско метро (втори метродиаметър)
След влизането в експлоатация на станция „Обеля“ се решава да се изгради отклонение на запад в посока ж.к. „Надежда“, като така бъде осъществена връзка с депото. Направлението в посока кв. „Илиянци“ да бъде изградено в по-далечно бъдеще. Предвидена е техническа връзка с Първи метродиаметър между станция „Обеля“ и първата станция (Ломско шосе), която ще бъде изградена на кръстовището на бъдещата западна тангента и бул. „Ломско шосе“, и трансферно прехвърляне на Първи диаметър на метростанция „Сердика“ и на Трети диаметър при Националния Дворец на културата (НДК).
Всички станции са със странични перони, с дължина 105 м. Изключение правят само двете, конструктивно изградени през 80-те години, при строителството на НДК и при хотел „Хемус“ – те са с островни перони.

## Основни участъци на строителство
Метродиаметърът е разделен на 2 основни участъка на строителство:
- Трасето през ж.к. „Надежда“, което се изгражда с местно финансиране и заем от Европейската банка за развитие.
- Участъкът от надлез „Надежда“ до бул. „Джеймс Баучер“ – финансиран по ОП „Транспорт“ на ЕС, както и чрез местно дофинансиране.

## Строителство на участъка в ж.к. „Надежда“
За участъка от трасето през ж.к. „Надежда“ през 2009 г. е обявен търг за главен изпълнител. Участъкът има дължина 4130 м, по който ще бъдат изградени четири метростанции. При търга трасето е разделено на три лота. На 17 декември 2009 г. е обявен търг за 1-ви лот, с дължина 1495 м (от км.0+048 до км.1+800). В него се включва една надземна и една подземна станция. Трасето започва от съществуващата метростанция „Обеля“ в едноименния жилищен комплекс, като 1350 м от него е разположено на естакада.
- От км.0+048 до км.1+350 – изграждане на естакадно трасе и метростанция 1, разположена върху естакадата; изпълнител: „БКС Център – Балканстрой“;
- От км.1+350 до км.1+800 – изграждане на рампа и подземен тунел, както и подземна метростанция 2; изпълнител: „Метро Билд 2010“;

На 9 ноември 2009 г. са обявени избраните изпълнители във 2-ри и 3-ти обособен участък:
- От км.1+800 до км.3+100 – изграждане на метротунел, подземна метростанция 3 и паркинг; изпълнители: Обединение „Метро Билд“, с партньори „Джи Пи Груп“ и „Сиенит“ ООД, с подизпълнители „Бауер България“ и „Валмекс“;
- От км.3+100 до км.4+139,40 – подземна метростанция 4, пешеходна пасарелка и мост на река Суходолска; изпълнители: Консорциум „Метростроителство – 2009“, с водещ партньор фирма „Станилов“ ЕООД.

Строителните дейности през ж.к. Надежда официално започват на 7 февруари 2010 г., въпреки протестите на част от жителите на квартала, а предаването му трябва да стане заедно с другите два участъка от метродиаметъра – през 2012 г.

## Строителство на участъка по ОП „Транспорт“
Строителството е финансирано по програма ОП „Транспорт“ на ЕС (на стойност 185,190 млн. евро.). Строителството започва на 14 декември 2008 г. и трябва да бъде завършено през 2012 г.
Трасето има дължина 6,4 км, включва 7 станции и е разделено на 2 отсечки:
- Надлез „Надежда“ – бул. „Патриарх Евтимий“;
- Бул. „Патриарх Евтимий“ – хотел „Кемпински-Зографски“.

На 27 август 2008 г. са определени изпълнителите на двете отсечки: 
- Надлез „Надежда“ – бул. „Патриарх Евтимий“ (3,8 км и 4 метростанции с цена 329,133 млн. лв.). Главен изпълнител е „Доуш иншаат ве тиджарет“ с трима подизпълнители: турската „Юксей Прожелуслараръсъ“ АД и българските „Старт инженеринг“ АД и „СК 13 холдинг“.
- Бул. „Патриарх Евтимий“ – бул. „Джеймс Баучер“ (2,6 км и 3 метростанции с цена 141,960 млн. лв.). Главен изпълнител: „Метро Трейс“ с пет подизпълнители.

### Централен участък
Участъкът се прокопава с двупътна тунелопробивна машина (къртица), производство на немската фирма „Херенкнехт“, с външен диаметър на тунела 9,45 м. Съоръжението е с тегло над 1600 тона и дължина 85 м, прокопава средно от 9 м до 15 м на денонощие, като в отделни участъци скоростта достига до 35 м, на дълбочина от 9 до 28 метра. В процеса могат да бъдат ангажирани до 35 души. (снимки:1 Архив на оригинала от 2013-08-25 в Wayback Machine. 2 Архив на оригинала от 2015-04-15 в Wayback Machine.). Тунелопробивният комплекс монтира готовите стоманобетонни тюбинги в пръстени (42 тюбинга, т.е. по 6 пръстена – всеки пръстен се състои от 7 тюбинга, с дебелина 32 см и широки по 1,5 м всеки), след което от външната страна тунелът се запечатва чрез инжектиране на уплътняващ материал. Машината е превозена по р. Дунав до Белене, а до София на платформи, сглобена в стартовия котлован и започва прокопаването на 6 април 2010 г. Стартовият котлован е разположен до кв. „Тръгълника“ при пътен възел „Надежда“, а изходният котлован е изграден между улица „Хан Аспарух“ и бул. „Патриарх Евтимий“, под уличното платно на бул. „Витоша“.

#### Напредък на строителството
Поради преминаването си под ж.п. линията и насипа на надлез Надежда и нужното допълнително укрепване, тунелопробивната машина изгражда първите няколко десетки метра от трасето с доста скромна скорост. През август 2010 г. тя трябва да навлезе във вече конструктивно изградената и покрита станция „Княгиня Мария Луиза“.
На 2 август обаче машината спира поради непредвидена авария. На мястото незабавно започва разработването на котлован, с цел да се достигне до авариралия ротор. Около месец по-късно машината е поправена и в началото на ноември къртицата се намира във вътрешността на метростанция 5 „Княгиня Мария Луиза“ при ж.к. Банишора, а на 28 декември 2010 г. окончателно е прокопан и тунелът до метростанцията на Централна ж.п. гара. На 5 март 2011 г. тунелопробивната машина завършва изграждането на следващия участък на тунела между Централна ж.п. гара и метростанцията на Лъвов мост.
Към септември 2010 г. в най-напреднало състояние е станция „Княгиня Мария Луиза“. Тя е конструктивно изградена, покрита, с изградена хидроизолация и възстановено трамвайно движение по булеварда над конструкцията. Продължава работата по вестибюла и изходите на станцията.
На станция „Лъвов мост“ покривната плоча е излята, хидроизолацията е положена. Продължава разработването на долните нива на станционния комплекс, както и изграждането на тунела, който ще води към източния изход на повърхността. Към март месец 2011 г. конструктивната част на метростанцията е изградена, циментовото ложе за къртицата също е отлято и от 5 март до 28 март е направена профилактика на машината и е придвижена през тялото на станцията, за да продължи прокопаването на частта, преминаваща под реката. Това съвпада с проверка на министър-председателят и кметът на града, които дават старт на следващия участък на специална церемония.
Реално къртицата тръгва едва на 23 април 2011 г.
На станция „Света Неделя“ пред ЦУМ (преименувана на станция „Сердика“) е разкрита богата археология. Поради необходимостта от опазването и съхраняването ѝ строителните планове на станцията са променяни 4 пъти: налага се отказ от изграждането на подземен паркинг, както и от открития начин на строеж на станцията – тя се строи по подземен начин (по Новоавстрийския метод). Строителството започва от котлован в северната част, след прокопаването на забоя до средата на станцията, продължава с насрещен забой от южната страна на станцията. Едновременно с това част от северната стена на някогашния подлез е демонтирана и там се изгражда преходният тунел между станция „Сердика“ от Първи метродиаметър и станция „Сердика 2“ от Втори метродиаметър.
През септември 2010 г. археологическите останки са засипани, за да може върху тях да стъпи строителната техника. Изграждат се шлицовите стени. През март 2011 г. над археологичните разкопки е изградена покривна конструкция, върху която да се възстанови уличното платно. В началото на април 2011 г. част от свода се срутва (около 10-ина метра в диаметър), има пропадане и повредена археология. По всяка вероятност укрепването забавя и тръгването на къртицата от станция „Лъвов мост“.
На станция „НДК“ се изграждат свързващите еднопътни тунели между бъдещия изходен котлован и станцията (в частта под бул. „Патриарх Евтимий“). Започва изграждането на шлицовите стени по северния вестибюл на станцията. Стената от северната страна на недостроената през 80-те години на миналия век станция, вече е разкрита.
Тунелопробивният комплекс завършва прокопаването на тунела на 1 септември 2011 г.

### Участък под бул. „Черни Връх“
Участъкът включва две части:
- Изграждане на северен вестибюл, вътрешна облицовка и оборудване на станция „НДК“; привеждане на построения тунел през 80-те години в работно състояние (включително нова хидроизолация); завършване на конструкцията на станция „Европейски съюз“, вътрешна облицовка, оборудване и изграждане на южния вестибюл, както и връзка с изграждащия се нов тунел
- Изграждане на тунел под бул. „Черни връх“ по Нов австрийски метод и оборудване на метростанцията на кръстовището с бул. „Джеймс Баучер“

Трасето трябва да бъде предадено заедно с другите два участъка през 2012 г.
До 25 август 2009 г. подготовката на трасето е завършена и на повторна инспекция е официално стартирано прокопаването на същинския тунел с тунелен комбайн.
На 22 март 2009 г. е направена инспекция на строителството на двупътния тунел от станция „Европейски съюз“ на пл. „Христо Ясенов“ (при хотел „Хемус“) до станция „Джеймс Баучер“, под пътното платно на бул. „Черни връх“.
На 22 октомври 2009 г. е извършена трета инспекция, с участието на комисаря по регионална политика на Европейската комисия Павел Самецки. Отчетено е изпълнение на 17% от общия обем дейности, в това число около 100 м прокопан тунел в участъка от хотел „Хемус“ до станция „Джеймс Баучер“. През януари 2010 г. инж. Стоян Братоев съобщава за изградени вече 200 м, през август същата година – за около 600 м изграден участък, а на 8 декември 2010 г. е съобщено за предсрочното му завършване.

#### Изграждане на станция 12
След организирането на търговете, свързани с разширението на Първи метродиаметър по двете отклонения, става ясно, че могат да бъдат реализирани икономии от договорената индикативна стойност. Така, заедно с пренасочването на средства от други проекти, се открива възможността за изграждане още в този програмен период на станция 12, намираща се на кръстовището с бул. „Сребърна“. Според предварителните планове след станцията е предвидено изграждането на подземен линеен пункт, в който да престоява подвижния състав и за извършване на дребни ремонти, свързани с поддръжката му.
През 2013 г. след провеждането на два търга, са обявени победителите във втория търг. Обединение „Метро Черни връх 2013“, в което влизат българските „Станилов“, „Джи Пи Груп“ и „Метропроект Прага“. „Станилов“ и „Джи Пи Груп“ и още две компании е избрано за победител.
Междувременно на станцията е дадено името „Витоша“.
Официално строителството на станцията е обявено на 1 август 2014 г., със срок на строеж 22 месеца. Влизането в експлоатация на станцията е на 20 юли 2016 г.

## Негативни отзиви за строителството
- По Втори метродиаметър се наблюдава лошо качество на хидроизолациите и пробиви на влага на редица места.[14] Според Стоян Братоев обаче проблем със строителството няма.[15]

## Фотогалерия
- Строеж на вестибюла на станция „НДК“
- Двупътната къртица в изходния котлован на бул. „Витоша“, лятото на 2011 г.
- Демонтиране на къртицата, бул. „Витоша“
- Изграждане на естакадата между станциите „Обеля“ и „Бели Дунав“
- Изграждане на естакадата между станциите „Обеля“ и „Бели Дунав“